# Someone Great

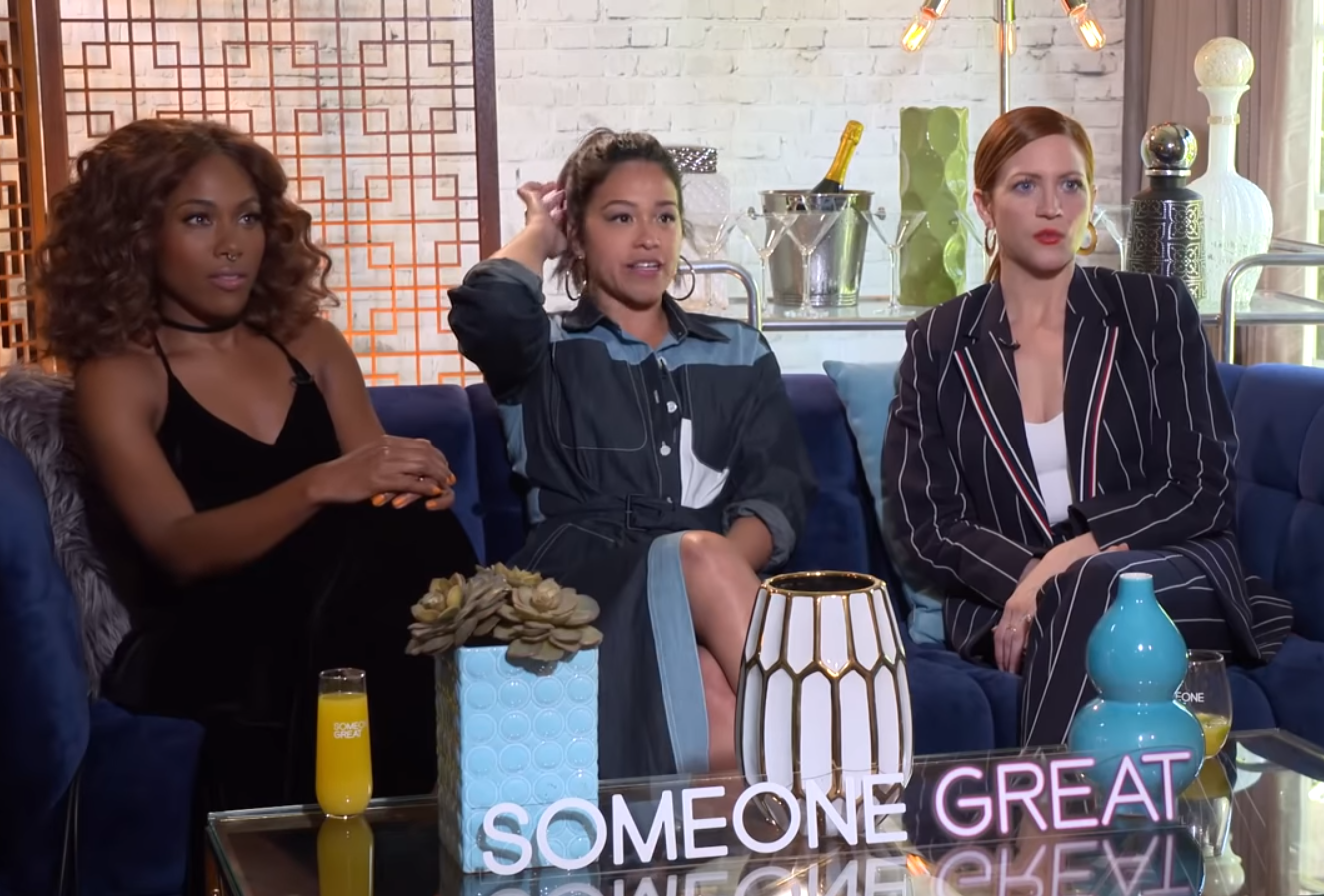
Gina Rodriguez, Brittany Snow, och DeWanda Wise, tre av huvudrollsinnehavarna i filmen.

Someone Great är en amerikansk romantisk komedifilm från 2019 i regi av Jennifer Kaytin Robinson, som även har skrivit manus till hela filmen. Filmen, som är Robinsons allra första regidebut, är producerad för Netflix, och hade premiär på denna plattform/streamingtjänst den 19 april 2019. De större huvudrollerna i filmen spelas av Gina Rodriguez, Brittany Snow, och DeWanda Wise.
Filmen spelades in under april och maj månad år 2018. För filmens musik ansvarar Germaine Franco, som bland annat har gjort musiken till Netflix-serien Vida.

## Handling
Filmens handling kretsar kring musikjournalisten Jenny Young, som bor tillsammans med sin pojkvän Nate Davis i New York, tills det att hon landar sitt absolut största drömjobb på Rolling Stone i San Francisco. Nate väljer då att göra slut med Jenny, som nu blir tvungen att klara sig helt på egen hand. Hennes bästa vänner Erin Kennedy och Blair Helms, som själva lider av egna problem att ta itu med, kommer då snabbt in i bilden, och tillsammans beger sig de tre vännerna ut på ett helt oförglömligt äventyr.

## Rollista
- Gina Rodriguez – Jenny Young
- Brittany Snow – Blair Helms
- DeWanda Wise – Erin Kennedy
- Lakeith Stanfield – Nate Davis
- Peter Vack – Matt Lasher
- Rebecca Naomi Jones – Leah
- Alex Moffat – Will
- RuPaul Charles – Hype
- Rosario Dawson – Hannah Davis
- Michelle Buteau – Cynthia
- Jaboukie Young-White – Mikey
- Ben Sidell – Gus
- Joe Locicero – Paul
- Questlove – sig själv
- Jessie Reyez – sig själv